# Ansiedad por separación en los perros

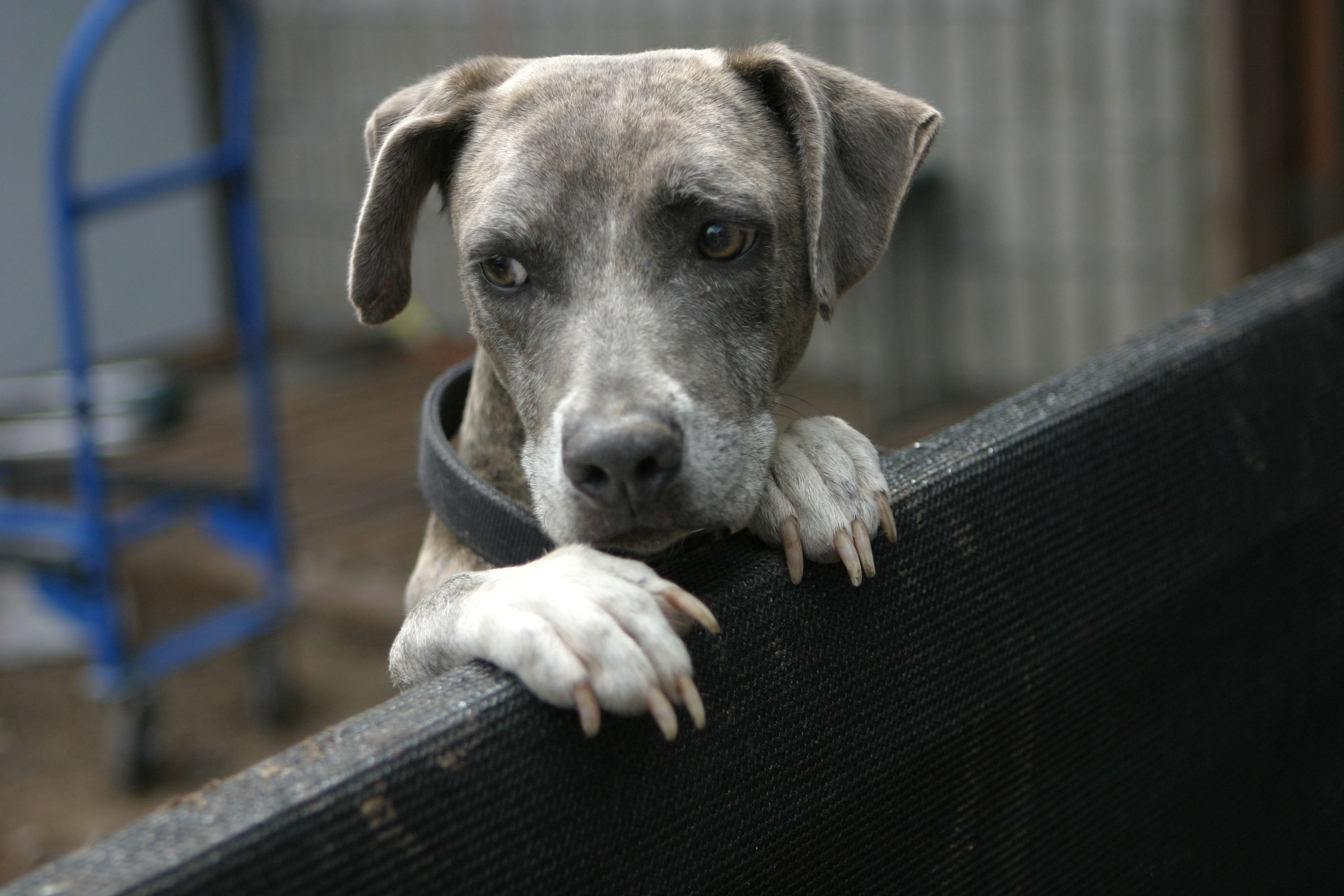

La ansiedad por separación en los perros describe una condición en la que un perro muestra angustia y problemas de comportamiento cuando se separa de su cuidador. La ansiedad por separación suele manifestarse a los pocos minutos de separarse del cuidador. No se entiende del todo por qué algunos perros sufren ansiedad por separación y otros no. El proceso de diagnóstico a menudo conduce a un error de diagnóstico, ya que es difícil de diferenciar de otros problemas médicos y de comportamiento. El comportamiento puede ser secundario a una condición médica subyacente. Con el estrés crónico, pueden manifestarse alteraciones de la salud fisiológica. El aumento del estrés en el perro altera los niveles hormonales, disminuyendo así la inmunidad natural a diversos problemas de salud. Siempre se recomienda una visita al veterinario si el comportamiento de un perro cambia repentinamente.

## Señales y síntomas
Los perros que sufren ansiedad por separación suelen mostrar estos comportamientos:
- Siguen excesivamente al adiestrador
- Salivación excesiva
- Sacudidas excesivas (normalmente vistas en razas pequeñas como el chihuahua y el yorkshire terrier)
- Vómitos
- Masticación destructiva
- Ladridos, aullidos, gemidos
- Micción, defeca en la casa
- Coprofagia[5]
- Autolesiones
- Escarba y araña las puertas o ventanas para reunirse con el adiestrador[6]
- Se escapa de la casa
- Anorexia[7]
- Sobreactividad (saludo excesivo, inquietud)[7]

## Causas
La causa de la ansiedad por separación del perro es desconocida, pero puede ser desencadenada por:
- un acontecimiento traumático;[8]
- un cambio de rutina;[6]
- un cambio de vida importante (v. g., un nuevo hogar, un nuevo bebé, la muerte de un familiar, el abandono en un refugio);[5]
- apego o dependencia extrema del propietario.[9]